# جاناتان لیبسمن
جاناتان لیبسمن (انگلیسی: Jonathan Liebesman؛ زادهٔ ۱۵ سپتامبر ۱۹۷۶) یک کارگردان و فیلمنامه‌نویس اهل آفریقای جنوبی است.

## فیلم‌شناسی
| سال   | فیلم                              | عنوان    |
| ----- | --------------------------------- | -------- |
| ۲۰۰۰  | پیدایش و فاجعه (فیلم کوتاه)       | کارگردان |
| ۲۰۰۳  | تاریکی سقوط می‌کند                 | کارگردان |
| ۲۰۰۵  | حلقه‌ها                            | کارگردان |
| ۲۰۰۶  | کشتار با اره‌برقی در تگزاس: سرآغاز | کارگردان |
| ۲۰۰۹  | اتاق قتل                          | کارگردان |
| ۲۰۱۱  | نبرد در لس‌آنجلس                   | کارگردان |
| ۲۰۰۱۲ | خشم تایتان‌ها                      | کارگردان |
| ۲۰۱۴  | لاک‌پشت‌های نینجای نوجوان جهش‌یافته  | کارگردان |